# Топор, Марчела
Марчела Топор (рум. Marcela Topor, род. 8 сентября 1976, Васлуй) — румынская журналистка, жена каталонского политика Карлеса Пучдемона.

## Биография
Родилась в румынском городе Васлуе, жудец Васлуй. Окончила Ясский университет в городе Яссы, имеет ученую степень по английской филологии. В 1996 году Марчела Топор познакомилась с Карлесом Пучдемоном на Международном фестивале любительского театра в Жироне, в котором она участвовала в качестве актрисы Ludic Theatre. Спустя два года они поженились.
Марчела Топор занимает должность редактора журнала Catalonia Today, англоязычного журнала и веб-сайта в Жироне. Она также ведущая телевизионной программы Catalan Connections, в которой берет интервью на английском языке у иностранцев, проживающих в Каталонии. Телешоу транслируется на телеканале El Punt Avui и размещается на веб-сайте Catalonia Today.
У Марчелы Топор и Карлеса Пучдемона в браке родились две дочери. Марчела Топор говорит на испанском, английском, румынском и каталанском языках.